# Gioiosa Marea
Gioiosa Marea est une commune de la province de Messine dans la région Sicile en Italie.
Le nom de la commune est lié à une autre localité, Gioiosa Guardia (it), qui se trouvait sur le mont Meliuso et qui a été abandonnée à la suite du tremblement de terre de 1783 et de la famine qui s'ensuivit. Les habitants ont ainsi fondé un nouveau centre sur la côte et l'ont appelé Gioiosa Marea pour le différencier de l'ancien.
Ce village figure parmi les destinations  touristiques les plus importantes de la province de Messine et de Sicile.

## Géographie et économie
Située sur la côte tyrrhénienne de la Sicile, Gioiosa Marea est une ville à vocation touristique naturelle et la localité la plus proche des îles Éoliennes. Outre le tourisme qui occupe la majeure partie de la population, les activités du Gioiosano sont liées aux petites entreprises de nautisme et le commerce qui ont en grande partie supplanté l'agriculture, l'artisanat et la pêche locale.
Gioiosa est réputée pour ses plages, les couchers de soleil d'été, la nourriture et l'humeur joviale de ses habitants.
Le territoire a une superficie de 26 km2, le centre-ville se trouve à 30 mètres au-dessus du niveau de la mer. Gioiosa Marea fait partie du consortium Costa Saracena. La ville est située à environ 20 km de l'ancienne ville gréco-romaine de Tindari, environ 80 km de Cefalu et 90 km de l'Etna. Elle est à 61 km de la sortie de Messine au nord et 150 km de Palerme est. Elle possède une petite gare sur la ligne Messine-Palerme et les aéroports les plus proches sont Falcone et Borsellino à Palerme et Catane-Fontanarossa.

### Origine:Agatirnoetobsidienne
Gioiosa Guardia et Monte Meliuso  doivent être liés à la cité perdue de  Agathirnon  dont l'emplacement potentiel sur le mont Meliuso n'a jamais été prouvé. Meliuso, depuis le Ve siècle av. J.-C., avait un peuplement humain presque contemporain à la ville naissante grecque Syracuse,  Tyndaris , à cause de l'obsidienne de Lipari. Il est devenu  Myles  (Milazzo) et enfin Randazzo. Des céramiques ont été trouvées qui lient l'histoire de Meliuso avec  Tauromenion  (Taormine),  Lipara  (Lipari),  Kephaleidon  (Cefalu) et  Catana  (Catania).

## Première histoire:Oppidum Guardiae Jujusa

### Origine de la Garde de la Cité et de la Tonnara de San Giorgio
Les origines de la première zone habitée datent de la libération de l'île des Sarrasins effectuée par le comte Roger de Hauteville en 1062.
Sous le règne de Frédéric III d'Aragon, l'île étant troublée par des massacres, des capitaineries de guerre ont été créées dans les villes. Patti a été nommé Bonifacio d'Aragon et plus tard Vinciguerra d'Aragon. Gioiosa Guardia construit un château (actuellement en état d'abandon). Meliuso a vu la nécessité de "fabriquer une tour autour du massif calcaire, l''Oppidum Guardiae Jujusae. L'importance de Jujusa Guard a été amplifiée par sa position : "le bleu domine un vaste horizon qui va des Éoliennes (en particulier Vulcano et Lipari), de l'Aspromonte de Calabre au cap de Messine, de l'île d'Ustica à Capo Gallo à Palerme, du Mont Pellegrino et de la Madonies à l'Etna".
Au XVe siècle est construite l'église del Giardino, probablement sur les ruines d'un temple dédié à la déesse mère, semblable à celui consacré au culte d'Artémis, au-dessus de la forteresse voisine de Calavà.
En 1407, le roi Martin Ier d'Aragon accorde au baron Berengario Orioles Lanza l'Giojosa George, la Tonnara. Depuis lors, la pêche au thon caractérise l'activité de cette ville maritime jusqu'au début des années 1960, ce qui en fait l'une des plus prestigieuses dans toute la région, même si aujourd'hui, de l'origine, restent seulement le plan d'étage et quelques parties de l'ensemble.

### XVeetXVIesiècles
Le XVe – XVIe siècle est représenté par la Madonna du Jardin, probablement la plus ancienne statue en marbre de la Garde, son objet d'art le plus précieux conservé dans le trésor de la paroisse, et une couronne d'argent du XVe siècle. Il semble que Notre-Dame, ne soit pas attribuable à Antonello Gagini.
Grâce à sa position élevée, l'ancienne Gioiosa est épargnée par les incursions des pirates, tandis que les environs, la côte et les Éoliennes sont ravagés par des raids furieux de Khayr al-Din Barberousse et Dragut.
La côte sarrasine compte de nombreuses tours de guet principalement construites par Camillo Camilliani et Tiburzio Spannocchi.
Du dernier quart du XVIe siècle datent les premiers documents paroissiaux qui attestent de l'urbanisation croissante de la ville : des maisons, des palais, des églises, des boulangeries et en 1537, le synode tenu par Mgr Albertin. Dans une Guardia de l'église Jojusa, vivait un prêtre de rite grec-orthodoxe, passé à la vie conjugale : cela a constitué un scandale et la « constitution espagnole » a ordonné son retrait.

### XVIIesiècle
Le XVIIe siècle a vu l'épanouissement de nombreuses confréries et en raison de la croissance démographique, la ville se dote de la nouvelle église Santa Maria delle Grazie, autour de 1650, la ville compte plus de dix édifices religieux de «« intra et extra moenia » (y compris l'oratoire dédié à San Filippo Neri ) et une population de 2 679 habitants, bien au-dessus de Patti.
Dans la première moitié du XVIIe siècle, un recensement montre la rivalité entre les villes qui atteint son apogée en 1639. Divers meurtres (y compris les femmes et les prêtres) ont été commis. Le siècle a pris fin avec la fondation à Gioiosa Guardia d'un monastère féminin (en 1730, on compte 32 moniales) et une collégiale masculine.

### XVIIIesiècle
Au XVIIIe siècle, commence le lent exode de Gioiosa vers les zones montagneuses sous-jacentes et vers la côte. Ainsi, alors que le vieux litige sur la baronnie se termine par délégation de Charles III de Bourbon, sous le règne duquel en 1738 Giojosa est condamnée à payer des dîmes à l'évêque de Patti sur le vin, sur l'huile, les mûriers, sur les glands, les blés et contrainte de reconnaître l'évêque de Patti comme seigneur de toutes les propriétés. L'oratoire de San Filippo Neri connaît une splendeur inattendue : agrandissement de la préciosité des objets, création de sculptures de grand talent comme un fauteuil présidentiel "richement décorée de floraison", peintures de Olivio Sozzi dans les églises de Gioiosane et sa région.

### Une «ville fantôme»: le tremblement de terre de 1783 et l'abandon de la Garde
Le tremblement de terre a frappé Gioiosa Guardia le soir, le 5 février 1783. Toutes les maisons ont été endommagées et sont devenues dangereuses. C'était le quatrième séisme en un demi-siècle. En raison des dommages importants les habitants ont été exemptés du paiement de tanda. L'année suivante une invasion de criquets détruit les récoltes. Une terrible famine suit et des émeutes éclatent. Le danger des pirates étant oublié, il est décidé de reconstruire la ville près de la mer. Très vite, des désaccords apparaissent pour le choix du nouveau site : Tone Ciappe (aujourd'hui Gioiosa Marea) ou dans le district de Cicero (San Giorgio di Gioiosa Marea aujourd'hui).
Les derniers habitants ont quitté Gioiosa Guardia en 1813, mais déjà l'ordre royal interdisant les réunions pour la députation à Guardia est daté du 29 avril 1797. Depuis lors, la vieille ville de Gioiosa est inhabitée et est l'une des rares villes fantômes siciliennes.

## Histoire moderne:Gioiosa Marea, perle de la mer Tyrrhénienne
Le nouveau Gioiosa est reconstruit avec des matériaux, des pierres et même des critères urbains de l'ancien, sans prendre en compte la proximité de la mer. Au cours des décennies suivantes, sont déménagés et reconstruits la plupart des édifices religieux et civils de la Garde : l'oratoire de saint Ignace de Loyola, l'église et l'oratoire de Sainte-Anne, le palais Forzano.
La statue Gagini du vénérable patron de Sainte Marie des Neiges a été placée dans l'église de Santa Maria delle Grazie. Le déplacement de la statue du saint patron (San Nicola di Bari) a été l'événement le plus important pour toute la communauté Gioiosani de cette période et a eu lieu à Pâques 1797.

### Gioiosa Marea XIXe
Carl Herbe, voyageur allemand, venu en 1804, décrit la légende d'un trésor antique caché là et quelques anecdotes amusantes sur les notables locaux qui luttent contre rien de moins que Ferdinand Ier de Bourbon, le torrent de Gioiosa, les charmes de ses cultures, la qualité des figues locales.
En 1809, fin de la construction de l'église dans le village balnéaire fréquenté de San Giorgio.
En 1812, après la division de l'île dans les trois vallées, et la promulgation de la nouvelle constitution, finalement Gioiosa n'a plus à payer de cotisations à l'évêque, aux capitaines de la Justice, aux juges et aux maires élus par le baron.
Vers 1820, le pays commence à connaître des insurrections et des soulèvements populaires. En 1825, a lieu un recensement de 3 535 habitants, et Monseigneur Gatto  se plaint de la situation « moralement critique» en termes de condition spirituelle de la population ! ». En 1842, avec l'aide des fidèles et du roi Ferdinand IIe de Bourbon, on commence la construction de la nouvelle église mère et on se dote d'une horloge publique (située dans la tour du clocher en 1902).
Autour de 1848, l'année du soulèvement populaire, la bande des Gioiosani est parmi les plus importantes de la région dans les environs de Palerme et dans une grande partie de l'Europe. Entre 1850 et 1857, on construit la route (aujourd'hui  Strada statale 113 Settentrionale Sicula) ce qui, dans les environs de Gioiosa, signifie le forage de l'installation  de Calavà (en 1864) où les falaises abruptes sur la haute mer s'élèvent jusqu'à 137 mètres. La Rocca est le point le plus proche des îles Éoliennes.
Le  « Muro di Garibaldi » témoigne de l'appui de la citoyenneté Gioiosane à la cause de Garibaldi.
La ville dispose d'un aqueduc, d'un théâtre et d'un petit port utile pour l'exportation de la soie. Les cultures du citron, de l'orange, de la vigne et de l'olivier se répandent, le "commerce de détail" des produits de consommation se renforce. Le village peuplé de pêcheurs de thons de San Giorgio a changé de propriétaire et devient l'apanage de la Baronnie de Saint-Georges.

### Gioiosa Marea au début duXXesiècle
Au tournant du XIXe et du XXe siècle, à travers le travail de trois personnalités importantes de la ville (le maire Joseph Natoli Gatto, l'archiprêtre don Emmanuele Barbera et le maire Giuseppe Prestipino Giarritta), les bases du bien-être, le tissu urbain social et moral de la communauté Gioiosani se mettent en place. La mise en place du premier jardin d'enfants, la disposition de la Piazzetta delle Erbe (aujourd'hui place du Marché), la construction de la ligne de chemin de fer (entre 1890 et 1892), l'achèvement de l'église mère et son aménagement paysager (par exemple avec des lustres des verreries de Murano), l'élargissement Prestipino Giarritta sur le cimetière et, vers 1912, la construction d'une terrasse avec vue sur la mer, Canape, montrent les progrès réalisés.
La Première Guerre mondiale voit la construction du cimetière du village de Saint-Georges, après une grève générale suivie par des affrontements avec la police et des conséquences judiciaires.
Avec l'avènement de l'esprit fasciste a été inauguré le monument aux morts de la Première Guerre mondiale (1925), le réseau routier a été enrichi avec des rues larges et régulières et a prospéré un précieux artisanat local. Néanmoins, la situation économique de la grande majorité de la population est préoccupante. Pendant des décennies, beaucoup émigrent, en particulier aux États-Unis et en Amérique du Sud. Dans les registres paroissiaux, les actes sont transmis de pasteurs à l'étranger.
La guerre, en dehors des bombardements de 1943 qui ont affecté toute la ville et endommagé une grande partie des bâtiments les plus élégants, n'a pas causé de sérieux dommages. Le secteur risque d'être détruit quand un soldat allemand tire, de sa position au sommet de la tour de la cloche de l'église, contre l'armée américaine blindée du général Patton avançant depuis Torre Ciaule. Peu de temps après, apparaissent plusieurs navires américains au large de la côte qui commencent à bombarder puis viennent délivrer la région.

## Administration
| Période                                  | Période    | Identité              | Étiquette | Qualité |
| ---------------------------------------- | ---------- | --------------------- | --------- | ------- |
|                                          |            |                       |           |         |
| 15 mai 2007                              | 7 mai 2012 | Ignazio Alfonso Spanò |           |         |
| 7 mai 2012                               | En cours   | Eduardo Spinella      |           |         |
| Les données manquantes sont à compléter. |            |                       |           |         |

### Hameaux
- Acquasanta, compte 56 habitants en 2018[5].
- San Giorgio, connu pour sa tonnara (thonaire en français)
- Maddalena
- San Leonardo
- San Filippo
- Landro
- Casale
- Galbato

### Communes limitrophes
Montagnareale, Patti, Piraino, Sant'Angelo di Brolo

## Galerie de photos

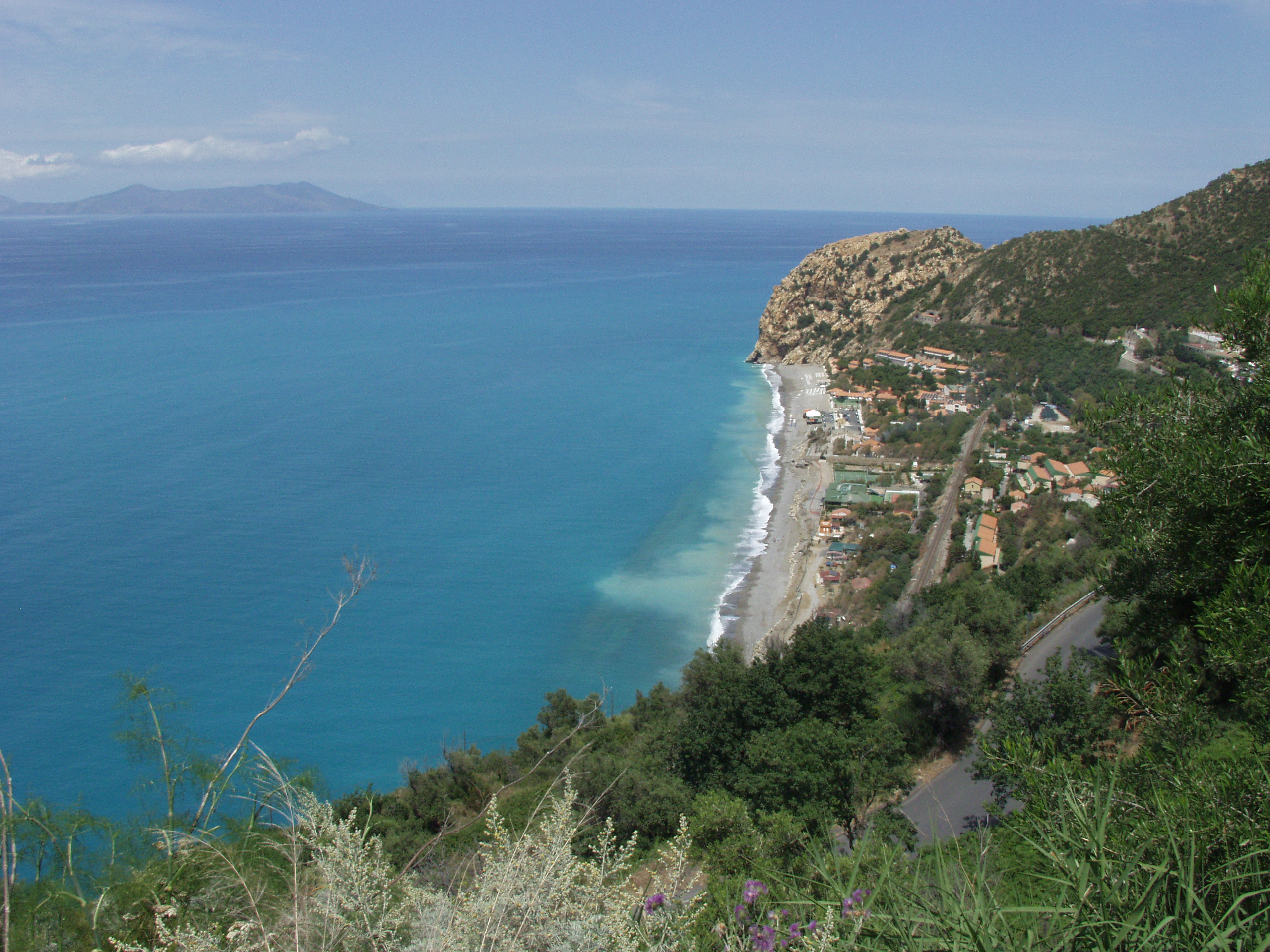
Cap Calavà.

## Personnes liées à Gioiosa Marea
- Roger de Hauteville, premier comte de la Sicile normande.
- Vinciguerra d'Aragon, leader aragonais.
- Ariadeno Barbarossa, le pirate ottoman.
- Dragut, le pirate ottoman.
- Uluç Ali Paşa, corsaire.
- Vincenzo Cicala, corsaire.
- Camillo Camilliens, ingénieur, architecte, le sculpteur de la Renaissance tardive.
- Tiburzio Spannocchi, architecte et ingénieur.
- Antonello Gagini, peintre et sculpteur.
- Olivio Sozzi, peintre.
- Guido Natoli, homme politique italien.
- Salvatore Natoli (Gioiosa Marea, 1926), adjoint à l'assemblée régionale sicilienne et commissaire de la région sicilienne.
- Gerhard Rohlfs, philologue et linguiste allemand.
- Massimo Mollica, acteur et réalisateur.
- Giuseppe Rundo, joueur de basket-ball.
- Annarita Sidoti, athlète.
- Arturo Prestipino Giarritta, violoniste et compositeur.
- Roberto Cacciapaglia, compositeur et musicien à Milan.
- Daniel Buzzanca, magistrat